# Liga Superioară a URSS
Liga Superioară a URSS (în rusă: Высшая лига) a fost prima divizie de fotbal a Uniunii Sovietice. A fost una dintre cele mai bune ligi de fotbal din Europa. Trei dintre reprezentanții săi au ajuns în finala turneelor europene de patru ori: Dinamo Kiev, Dinamo Tbilisi și Dinamo Moscova. Conform UEFA succesorul ligii a devenit Prima Ligă Rusă.
Cluburile cele mai titrate au fost Dinamo Kiev, FC Spartak Moscova, și FC Dinamo Moscova. Cele mai populare cluburi de pe lângă cele de mai sus menționate au fost, de asemenea, ȚSKA Moscova și FC Dinamo Tbilisi. Prima echipă care a câștigat 10 campionate și a câștigat Golden Star a fost Spartak Moscova în 1979, urmată de Dinamo Kiev în 1981.
De la căderea Uniunii Sovietice, liga a fost încercată de a restabili în Cupa Comunităților Statelor Independente, dar din cauza lipsei de interes la niveluri diferite de risc, care nu a fost niciodată pus în aplicare. Au fost diverse alte inițiative similare care a găsit în cele din urmă nici un sprijin și au fost întrerupte.

## Denumiri
De-a lungul istoriei liga a purtat mai mult denumiri:
1936 - 1941 Grupa A (Группа А)
Înainte de al Doilea Război Mondial campionatul a fost împărțit în mai multe grupuri, de obicei, de opt echipe și numit de litere ale alfabetului chirilic .
1945 - 1949 Prima grupă a URSS (Первая группа СССР)
La restabilirea ligii de după război de mai mulți ani a fost numerotate secvențial cu Liga de top fiind prima.
1950 - 1962 Clasa "A" al URSS (Класс "А" СССР)
Din anul 1950 clasificarea alfabetică a ierarhiei ligii sovietice a fost reluată. În 1960, prin 1962, liga a constat în două grupe, cu cluburi de mai bine calificat pentru campionat și mai puțin norocoși - retrogradare.
1963 - 1969 Prima grupă "А" a URSS (Первая группа "А" СССР) 

## Campioane și golgheteri
| Sezon         | Campioană                                  | Vicecampioană                              | Locul 3                                    | Golgheter |
| ------------- | ------------------------------------------ | ------------------------------------------ | ------------------------------------------ | --- |
| 1936 (spring) | Dinamo Moscova                             | Dinamo Kiev                                | Spartak Moscova                            | Mikhail Semichastny (Dinamo Moscova, 6 goluri)                                                                                                |
| 1936 (autumn) | Spartak Moscova                            | Dinamo Moscova                             | Dinamo Tbilisi                             | Georgy Glazkov (Spartak Moscova, 7 goluri) |
| 1937          | Dinamo Moscova                             | Spartak Moscova                            | Dinamo Kiev                                | Boris Paichadze (Dinamo Tbilisi, 8 goluri) Leonid Rumyantsev (Spartak Moscova, 8 goluri) Vasily Smirnov (Dinamo Moscova, 8 goluri)            |
| 1938          | Spartak Moscova                            | CDKA Moscova                               | Metallurg Moscova                          | Makar Goncharenko (Dinamo Kiev, 19 goluri) |
| 1939          | Spartak Moscova                            | Dinamo Tbilisi                             | CDKA Moscova                               | Grigory Fedotov (CDKA Moscova, 21 goluri) |
| 1940          | Dinamo Moscova                             | Dinamo Tbilisi                             | Spartak Moscova                            | Grigory Fedotov (CDKA Moscova, 21 goluri) Sergei Solovyov (Dinamo Moscova, 21 goluri)                                                         |
| 1941          | Cancelled on June 24th due to World War II | Cancelled on June 24th due to World War II | Cancelled on June 24th due to World War II | Cancelled on June 24th due to World War II |
| 1945          | Dinamo Moscova                             | CDKA Moscova                               | Torpedo Moscova                            | Vsevolod Bobrov (CDKA Moscova, 24 goluri) |
| 1946          | CDKA Moscova                               | Dinamo Moscova                             | Dinamo Tbilisi                             | Aleksandr Ponomaryov (Torpedo Moscova, 18 goluri)                                                                                             |
| 1947          | CDKA Moscova                               | Dinamo Moscova                             | Dinamo Tbilisi                             | Vsevolod Bobrov (CDKA Moscova, 14 goluri) Valentin Nikolayev (CDKA Moscova, 14 goluri) Sergei Solovyov (Dinamo Moscova, 14 goluri)            |
| 1948          | CDKA Moscova                               | Dinamo Moscova                             | Spartak Moscova                            | Sergei Solovyov (Dinamo Moscova, 25 goluri)                                                                                                   |
| 1949          | Dinamo Moscova                             | CDKA Moscova                               | Spartak Moscova                            | Nikita Simonyan (Spartak Moscova, 26 goluri)                                                                                                  |
| 1950          | CDKA Moscova                               | Dinamo Moscova                             | Dinamo Tbilisi                             | Nikita Simonyan (Spartak Moscova, 34 goluri)                                                                                                  |
| 1951          | CDSA Moscova                               | Dinamo Tbilisi                             | Shakhter Stalino                           | Avtandil Gogoberidze (Dinamo Tbilisi, 16 goluri)                                                                                              |
| 1952          | Spartak Moscova                            | Dinamo Kiev                                | Dinamo Moscova                             | Andrey Zazroyev (Dinamo Kiev, 11 goluri) |
| 1953          | Spartak Moscova                            | Dinamo Tbilisi                             | Torpedo Moscova                            | Nikita Simonyan (Spartak Moscova, 14 goluri)                                                                                                  |
| 1954          | Dinamo Moscova                             | Spartak Moscova                            | Spartak Minsk                              | Anatoli Ilyin (Spartak Moscova, 11 goluri) Vladimir Ilyin (Dinamo Moscova, 11 goluri) Antonin Sochnev (Trudovye Reservy Leningrad, 11 goluri) |
| 1955          | Dinamo Moscova                             | Spartak Moscova                            | CDSA Moscova                               | Eduard Streltsov (Torpedo Moscova, 15 goluri)                                                                                                 |
| 1956          | Spartak Moscova                            | Dinamo Moscova                             | CDSA Moscova                               | Vasily Buzunov (ODO Sverdlovsk, 17 goluri) |
| 1957          | Dinamo Moscova                             | Torpedo Moscova                            | Spartak Moscova                            | Vasily Buzunov (CSK MO Moscova, 16 goluri) |
| 1958          | Spartak Moscova                            | Dinamo Moscova                             | CSK MO Moscova                             | Anatoli Ilyin (Spartak Moscova, 19 goluri) |
| 1959          | Dinamo Moscova                             | Lokomotiv Moscova                          | Dinamo Tbilisi                             | Zaur Kaloyev (Dinamo Tbilisi, 16 goluri) |
| 1960          | Torpedo Moscova                            | Dinamo Kiev                                | Dinamo Moscova                             | Zaur Kaloyev (Dinamo Tbilisi, 20 goluri) Gennady Gusarov (Torpedo Moscova, 20 goluri)                                                         |
| 1961          | Dinamo Kiev                                | Torpedo Moscova                            | Spartak Moscova                            | Gennady Gusarov (Torpedo Moscova, 22 goluri)                                                                                                  |
| 1962          | Spartak Moscova                            | Dinamo Moscova                             | Dinamo Tbilisi                             | Mikhail Mustygin (Belarus Minsk, 17 goluri)                                                                                                   |
| 1963          | Dinamo Moscova                             | Spartak Moscova                            | Dinamo Minsk                               | Oleg Kopaev (SKA Rostov-on-Don, 27 goluri) |
| 1964          | Dinamo Tbilisi                             | Torpedo Moscova                            | CSKA Moscova                               | Vladimir Fedotov (CSKA Moscova, 16 goluri) |
| 1965          | Torpedo Moscova                            | Dinamo Kiev                                | CSKA Moscova                               | Oleg Kopaev (SKA Rostov-on-Don, 18 goluri) |
| 1966          | Dinamo Kiev                                | SKA Rostov-on-Don                          | Neftyanik Baku                             | Ilya Datunashvili (Dinamo Tbilisi, 20 goluri)                                                                                                 |
| 1967          | Dinamo Kiev                                | Dinamo Moscova                             | Dinamo Tbilisi                             | Mikhail Mustygin (Dinamo Minsk, 19 goluri) |
| 1968          | Dinamo Kiev                                | Torpedo Moscova                            | Spartak Moscova                            | Georgi Gavasheli (Dinamo Tbilisi, 22 goluri) Berador Abduraimov (Pakhtakor Tashkent, 22 goluri)                                               |
| 1969          | Spartak Moscova                            | Dinamo Kiev                                | Dinamo Tbilisi                             | Nikolai Osyanin (Spartak Moscova, 16 goluri) Vladimir Proskurin (SKA Rostov-on-Don, 16 goluri) Dzhemal Kherhadze (Torpedo Kutaisi, 16 goluri) |
| 1970          | CSKA Moscova                               | Dinamo Moscova                             | Spartak Moscova                            | Givi Nodia (Dinamo Tbilisi, 17 goluri) |
| 1971          | Dinamo Kiev                                | Ararat Yerevan                             | Dinamo Tbilisi                             | Eduard Malofeev (Dinamo Minsk, 16 goluri) |
| 1972          | Zorya Voroshilovgrad                       | Dinamo Kiev                                | Dinamo Tbilisi                             | Oleg Blokhin (Dinamo Kiev, 14 goluri) |
| 1973          | Ararat Yerevan                             | Dinamo Kiev                                | Dinamo Moscova                             | Oleg Blokhin (Dinamo Kiev, 18 goluri) |
| 1974          | Dinamo Kiev                                | Spartak Moscova                            | FC Cernomoreț Odesa                        | Oleg Blokhin (Dinamo Kiev, 20 goluri) |
| 1975          | Dinamo Kiev                                | Shakhtar Donetsk                           | Dinamo Moscova                             | Oleg Blokhin (Dinamo Kiev, 18 goluri) |
| 1976 (spring) | Dinamo Moscova                             | Ararat Yerevan                             | Dinamo Tbilisi                             | Arkady Andreasian (Ararat Yerevan, 8 goluri)                                                                                                  |
| 1976 (autumn) | Torpedo Moscova                            | Dinamo Kiev                                | Dinamo Tbilisi                             | Aleksandr Markin (Zenit Leningrad, 13 goluri)                                                                                                 |
| 1977          | Dinamo Kiev                                | Dinamo Tbilisi                             | Torpedo Moscova                            | Oleg Blokhin (Dinamo Kiev, 17 goluri) |
| 1978          | Dinamo Tbilisi                             | Dinamo Kiev                                | Shakhtar Donetsk                           | Georgi Yartsev (Spartak Moscova, 19 goluri)                                                                                                   |
| 1979          | Spartak Moscova                            | Shakhtar Donetsk                           | Dinamo Kiev                                | Vitali Starukhin (Shakhtar Donetsk, 26 goluri)                                                                                                |
| 1980          | Dinamo Kiev                                | Spartak Moscova                            | Zenit Leningrad                            | Sergey Andreev (SKA Rostov-on-Don, 20 goluri)                                                                                                 |
| 1981          | Dinamo Kiev                                | Spartak Moscova                            | Dinamo Tbilisi                             | Ramaz Shengelia (Dinamo Tbilisi, 23 goluri)                                                                                                   |
| 1982          | Dinamo Minsk                               | Dinamo Kiev                                | Spartak Moscova                            | Andrei Yakubik (Pakhtakor Tashkent, 23 goluri)                                                                                                |
| 1983          | Dnipro Dnipropetrovsk                      | Spartak Moscova                            | Dinamo Minsk                               | Yuri Gavrilov (Spartak Moscova, 18 goluri) |
| 1984          | Zenit Leningrad                            | Spartak Moscova                            | Dnipro Dnipropetrovsk                      | Sergey Andreev (SKA Rostov-on-Don, 20 goluri)                                                                                                 |
| 1985          | Dinamo Kiev                                | Spartak Moscova                            | Dnipro Dnipropetrovsk                      | Oleg Protasov (Dnipro Dnipropetrovsk, 35 goluri)                                                                                              |
| 1986          | Dinamo Kiev                                | Dinamo Moscova                             | Spartak Moscova                            | Aleksandr Borodyuk (Dinamo Moscova, 21 goluri)                                                                                                |
| 1987          | Spartak Moscova                            | Dnipro Dnipropetrovsk                      | Žalgiris Vilnius                           | Oleg Protasov (Dnipro Dnipropetrovsk, 18 goluri)                                                                                              |
| 1988          | Dnipro Dnipropetrovsk                      | Dinamo Kiev                                | Torpedo Moscova                            | Yevhen Shakhov (Dnipro Dnipropetrovsk, 16 goluri) Aleksandr Borodyuk (Dinamo Moscova, 16 goluri)                                              |
| 1989          | Spartak Moscova                            | Dnipro Dnipropetrovsk                      | Dinamo Kiev                                | Sergey Rodionov (Spartak Moscova, 16 goluri)                                                                                                  |
| 1990          | Dinamo Kiev                                | CSKA Moscova                               | Dinamo Moscova                             | Oleg Protasov (Dinamo Kiev, 12 goluri) Valery Shmarov (Spartak Moscova, 12 goluri)                                                            |
| 1991          | CSKA Moscova                               | Spartak Moscova                            | Torpedo Moscova                            | Igor Kolyvanov (Dinamo Moscova, 18 goluri) |

### Performanța pe cluburi
| Club                  | Campioană | Vice-campioană | Locul 3 | An                                                                           |
| --------------------- | --------- | -------------- | ------- | ---------------------------------------------------------------------------- |
| Dinamo Kiev           | 13        | 11             | 3       | 1961, 1966, 1967, 1968, 1971, 1974, 1975, 1977, 1980, 1981, 1985, 1986, 1990 |
| Spartak Moscova       | 12        | 12             | 10      | 1936a, 1938, 1939, 1952, 1953, 1956, 1958, 1962, 1969, 1979, 1987, 1989      |
| Dinamo Moscova        | 11        | 11             | 5       | 1936s, 1937, 1940, 1945, 1949, 1954, 1955, 1957, 1959, 1963, 1976s           |
| CSKA Moscova          | 7         | 4              | 6       | 1946, 1947, 1948, 1950, 1951, 1970, 1991                                     |
| Torpedo Moscova       | 3         | 3              | 6       | 1960, 1965, 1976a                                                            |
| Dinamo Tbilisi        | 2         | 5              | 13      | 1964, 1978                                                                   |
| Dnipro Dnipropetrovsk | 2         | 2              | 2       | 1983, 1988                                                                   |
| Ararat Yerevan        | 1         | 2              |         | 1973                                                                         |
| Dinamo Minsk          | 1         |                | 3       | 1982                                                                         |
| Zenit Leningrad       | 1         |                | 1       | 1984                                                                         |
| Zorya Voroshilovgrad  | 1         |                |         | 1972                                                                         |
| Shakhtar Donetsk      |           | 2              | 2       |                                                                              |
| Lokomotiv Moscova     |           | 1              |         |                                                                              |
| SKA Rostov pe Don     |           | 1              |         |                                                                              |
| Metallurg Moscova     |           |                | 1       |                                                                              |
| Neftchi Baku          |           |                | 1       |                                                                              |
| FC Cernomoreț Odessa  |           |                | 1       |                                                                              |
| Žalgiris Vilnius      |           |                | 1       |                                                                              |

### Performanța pe republici
| Republică         | Campioană | Vicecampioană | Locul 3 | Apariții | Cluburi câștigătoare                                                                              |
| ----------------- | --------- | ------------- | ------- | -------- | ------------------------------------------------------------------------------------------------- |
| Rusia             | 34        | 32            | 28      | 416      | Spartak Moscova (12) Dinamo Moscova (11) ȚSKA Moscova (7) Torpedo Moscova (3) Zenit Leningrad (1) |
| Ucraina           | 16        | 15            | 8       | 191      | Dynamo Kyiv (13) Dnipro Dnipropetrovsk (2) Zorya Voroshilovgrad (1)                               |
| Georgia           | 2         | 5             | 13      | 68       | Dinamo Tbilisi (2)                                                                                |
| Armenia           | 1         | 2             |         | 33       | Ararat Yerevan (1)                                                                                |
| Bielorusia        | 1         |               | 3       | 39       | Dinamo Minsk (1)                                                                                  |
| Azerbaijan        |           |               | 1       | 29       |                                                                                                   |
| Lituania          |           |               | 1       | 11       |                                                                                                   |
| Kazahstan         |           |               |         | 24       |                                                                                                   |
| Uzbekistan        |           |               |         | 22       |                                                                                                   |
| Republica Moldova |           |               |         | 7        |                                                                                                   |
| Letonia           |           |               |         | 7        |                                                                                                   |
| Tadjikistan       |           |               |         | 3        |                                                                                                   |
| Estonia           |           |               |         | 2        |                                                                                                   |